# Marienkapelle (Hermannsreuth)
Die denkmalgeschützte Marienkapelle im Ortsteil Hermannsreuth der Gemeinde Ebnath wurde 1912 errichtet.

## Geschichte
Die Kapelle wurde 1912 aufgrund eines Gelübdes von Alois und Theres Sticht errichtet. Heutige Besitzer ist die Familie Schecklmann.

## Bau
Die Kapelle ist ein hell verputzter Bau mit einem mit Blech gedeckten Satteldach ohne Turm und Dachreiter (der geplante Dachreiter kam nicht zur Ausführung). Der Zugang erfolgt durch eine spitzbogige Tür, der Bau besitzt auch spitzbogige Fenster.

## Inneres
Auf dem Altar sind in einem Triptychon ein mittleres Bild mit einer Pietà, links davon ist eine Statue der heiligen Katharina von Siena und rechts der heilige Nepomuk in einem Chorhemd und einem Kreuz in der Hand. Diese sind in neogotische Umrahmungen eingebettet. Auf der Altarmensa ist noch das Bild des Hl. Antonius von Padua mit Jesukind und Lilie. Der Antonius war Namenspatron des einen Stifters. Der Altar ist vom übrigen Raum durch ein niedriges Eisengitter abgetrennt. Der Altar wurde von dem Ebnather Schreiner Adolf Rubenbauer gefertigt. 
Im Kapellenraum sind noch weitere Figuren aufgestellt, links der heilige Josef und der heilige Michael, rechts das Heiligste Herz Jesu und eine Nachbildung der Muttergottes von Altötting.